# Statue de Darius Ier
La statue de Darius Ier est une pièce archéologique conservée au musée national d'Iran de Téhéran dans la section du Musée de l'Iran antique depuis 1973.
Cette statue représentant Darius Ier a été découverte à Suse en 1972. C'est une des rares statues en ronde-bosse de l'époque achéménide figurant un souverain. Elle a été sculptée en Égypte et elle est ornée de hiéroglyphes et d'inscriptions cunéiformes rédigées en vieux-persan, en élamite et en babylonien spécifiant qu'elle représente Darius le Grand.

## Découverte et localisation
La statue a été découverte du côté ouest de la porte du palais de Darius donnant accès à la vaste esplanade desservant les jardins, la grande salle d'audience et la résidence royale. Elle était dressée sur le flanc sud de l'entrée, scellée au plomb sur son soubassement. Du côté nord se dressait une copie, de mauvaise qualité en roche locale, dont il ne demeure que deux fragments trouvés par Roland de Mecquenem en 1912-1913. La porte marquait l'entrée est du complexe palatial : la statue était donc magnifiée par la lumière du levant.
Elle demeura en place jusqu'à sa découverte en 1972, au cours de fouilles effectuées au palais de Darius par une équipe franco-iranienne dirigée par Jean Perrot. Il semble qu'elle fit l'objet d'une vénération alors que le palais était déjà en ruines. Durant la période parthe, elle fut entourée par des sépultures d'enfants dont les corps étaient placés dans de grandes jarres cylindriques. Elle fut peu à peu recouverte par le tell mais elle était encore connue au début de la période islamique. Un tassement de terrain provoqua une fracture au niveau du tiers inférieur de sa hauteur.

## Description

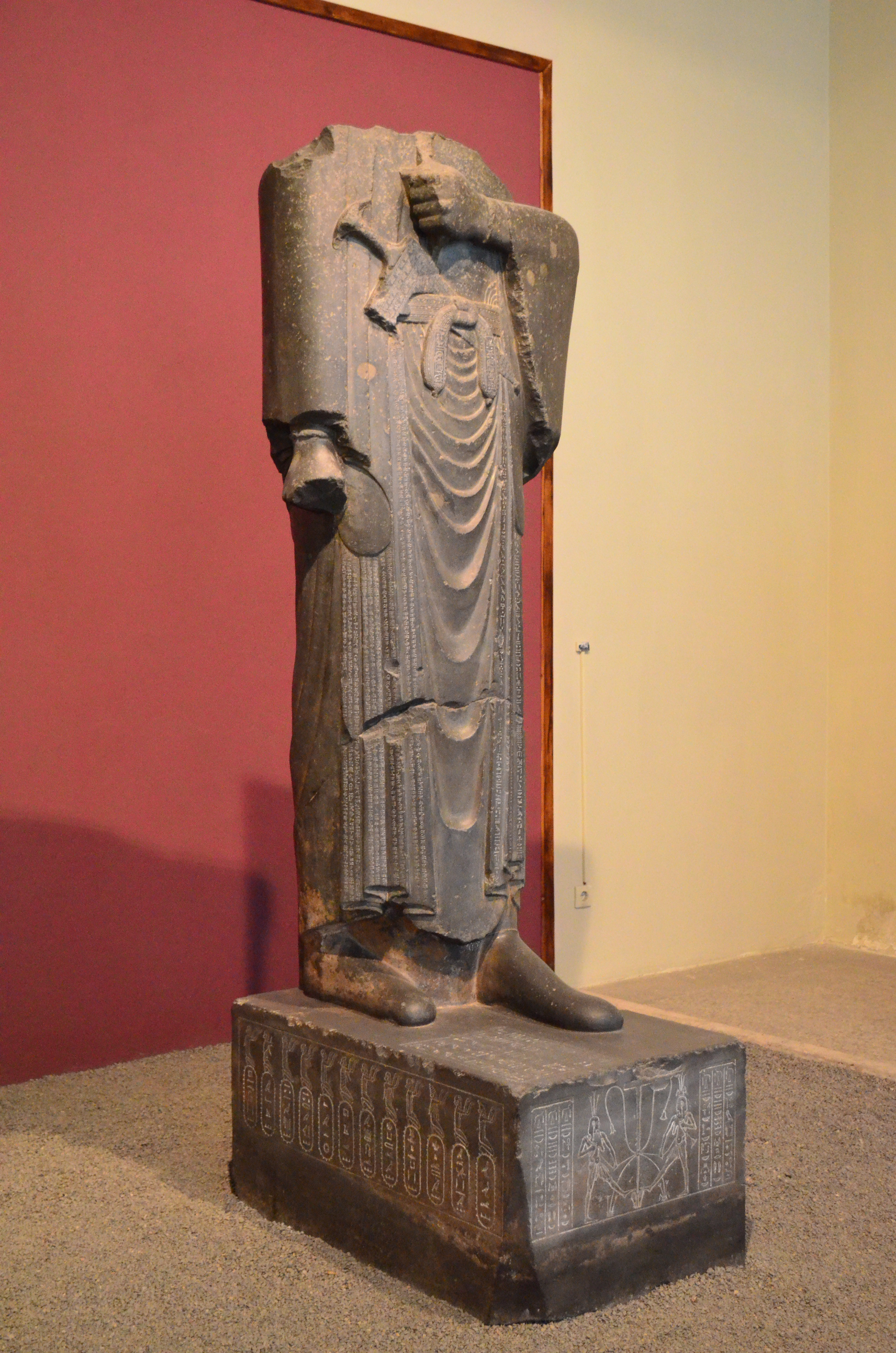
Vue de trois quarts : les hiéroglyphes du piédestal sont bien visibles

### La statue
La statue mesure encore 2,36 m. Elle devait mesurer à l'origine environ 3 m, la tête manquante n'ayant pas été retrouvée. C'est le seul exemple connu de la grande statuaire achéménide.

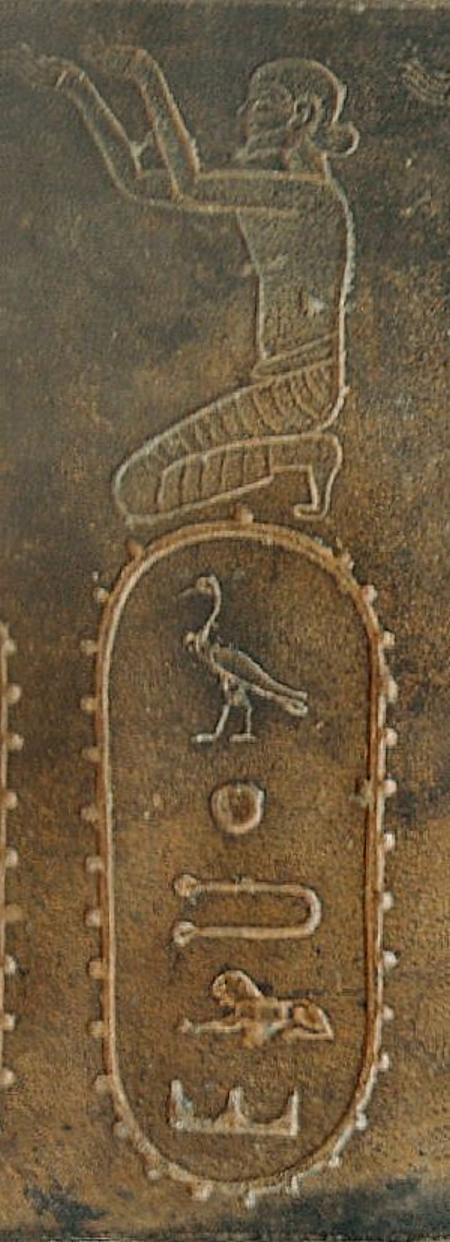
Représentation de la province de Bactriane

D'après l'inscription hiéroglyphique du nom de Darius, la statue peut être datée du dernier tiers de son règne, vers 490 av. J.-C.. Selon Jean Yoyotte, c'est probablement sous la direction de Khnemibrê, scribe fonctionnaire attaché à la personne de Darius, que fut extrait le bloc de roche, plusieurs inscriptions indiquant son passage dans les carrières de l'Ouadi Hammamat durant une période comprise entre 496 et 492 av. J.-C. La pierre est en grauwacke.
Le texte hiéroglyphique indique que la statue a été érigée à l'origine à Pithôm, dans le sanctuaire d'Atoum, peut-être en liaison avec l'ouverture du canal creusé « entre le fleuve qui coule en Égypte et la mer qui vient de Perse » (entre le Nil et la mer Rouge), période où Darius séjournait en Égypte. Elle fut transférée à Suse, peu de temps après la mort de Darius, sur l'ordre de Xerxès. 
La statue aurait pu être sculptée à partir d'un modèle créé par des sculpteurs ioniens qui travaillaient alors à Persépolis, l'iconographie traditionnelle égyptienne représentant généralement le pharaon debout, assis ou agenouillé, le torse nu et portant un court pagne plissé. La technique de sculpture et le style sont quant à eux égyptiens : taillée au ciseau de fer et polie au sable, la statue s’appuie sur un pilier dorsal.
Le roi est représenté debout, le pied gauche avancé, le bras gauche replié sur la poitrine. Il tient dans sa main gauche une fleur de lotus (dont il ne reste que la tige), symbole de royauté. Le bras droit descend le long du corps, la main droite tient un court bâton. Darius est vêtu de la robe perse à larges manches, légèrement relevée au-dessus des chaussures par des pinces cachées à la ceinture, dont le drapé est de type hellénique. Les chaussures sont sans lacets. Il porte des bracelets décorés de têtes bovines aux poignets et un poignard dans un fourreau, glissé obliquement dans la ceinture, orné de plusieurs files de taureaux ailés.

### Les inscriptions
Le piédestal de la statue présente, sur sa face avant et arrière, le motif égyptien symbolisant l’union de la Haute et de la Basse Égypte. Sur les côtés latéraux, sont représentées les vingt-quatre provinces de l’Empire perse, avec les peuples de l’Ouest et du Sud à droite du roi, et ceux de l’Est et du Nord à gauche. Chaque province est représentée par un personnage agenouillé, les bras levés, portant son costume traditionnel. Une légende inscrite dans un « cartouche forteresse » indique le nom de chaque province en hiéroglyphes. Cette décoration est symptomatique de la fusion des thématiques égyptienne (union des deux pays, ennemis foulés au pied par le pharaon) et perse (tous les peuples de l'empire se soumettant au roi) traditionnelles. Chaque province est représentée par un personnage agenouillé, bras levés, portant son costume national, avec une légende placée dans un  indiquant le nom de la province en hiéroglyphes. Le plat du piédestal, aux pieds de Darius, porte une dédicace en hiéroglyphes déclarant : « au Dieu parfait, maître des deux Terres, roi de Haute et de Basse Égypte, Darius (...) image faite à l'exacte ressemblance du Dieu parfait ».
Les inscriptions hiéroglyphiques de la statue sont conformes aux traditions égyptiennes et incluent des allusions mythologiques aux victoires du dieu Rê. Les plis de la toge, sur le côté gauche, sont gravés d'une inscription verticale louant la théologie royale de Darius et sa titulature. Sur le côté droit, on trouve une inscription en cunéiforme dans les trois langues officielles de l'empire perse : le vieux-persan, l'élamite et le babylonien. Le nom de Darius en hiéroglyphes apparaît sur le nœud central et aux extrémités de la ceinture. François Vallat, traducteur des textes trilingues en cunéiforme, suggère que cette inscription a pu être ajoutée ultérieurement sous le règne de Xerxès, en raison de son style distinctif.
Sur les deux côtés de la base de la statue, une inscription égyptienne mentionne les noms de 24 sujets et déclare : « Atoum, le dieu d'Héliopolis, l'a [Darius] choisi pour être le seigneur de tous ceux qui sont sous les rayons du soleil, car il sait qu'il est son fils ». La déesse Neith de Saïs est également mentionnée, ayant choisi Darius pour qu'il devienne le seigneur du monde. Les textes cunéiformes trilingues ajoutent une dimension politique en affirmant : « Voici la statue de pierre que le roi Darius a ordonné de faire en Égypte, afin que quiconque la voie à l'avenir sache que les Perses sont les maîtres de l'Égypte ».
Jean Yoyotte a proposé que le marbre de la statue pourrait provenir des montagnes du Zagros, suggérant qu’il s’agit peut-être d’une copie de l’original érigé devant le temple d’Atoum à Héliopolis. Edith Porada a pour sa part suggéré que l'original de la statue a probablement été fabriqué en Égypte, hypothèse soutenue par la découverte de dix inscriptions courtes dans la vallée de Hammamat, écrites entre 496 et 492 avant J.-C., ainsi que par l’apparence égyptienne de la statue. François Vallat a également souligné que cette statue aurait pu être déplacée à Suse par Xerxès, après une révolte des Égyptiens.